# 皮奥伊州保达尔库
皮奥伊州保达尔库（葡萄牙語：Pau d'Arco do Piauí）是巴西皮奥伊州的一个市镇。总面积426.628平方公里，总人口3703人，人口密度8.7人/平方公里。